# Vernonia tweediana
Vernonia tweediana é uma espécie conhecida como "assa-peixe", é um arbusto e representa uma das principais plantas invasoras de pastagens artificiais implantadas ao longo da costa atlântica (Cabrera & Klein, 1980).
Característica da região sul do Brasil, Paraguai e Argentina, a planta é popularmente utilizada para o tratamento de doenças respiratórias, constituindo-se de uma alternativa de tratamento em gripes, bronquites e tosses.